# You Should See Me in a Crown
«You Should See Me in a Crown» —en español: «Deberías verme en una corona»— es una canción de la cantante y compositora estadounidense Billie Eilish. La canción fue estrenada el 18 de julio de 2018, a través de Darkroom e Interscope Records y sirve como el primer sencillo de su álbum de estudio debut When We All Fall Asleep, Where Do We Go? (2019). Fue escrita por la artista junto a su hermano Finneas O'Connell, quién también produjo la canción. La canción recibió críticas positivas por parte de los críticos de música y tuvo buena recepción en varios países, incluidos Estados Unidos, Australia y Canadá, y recibió certificación oro en este último.

## Antecedentes
El título de la canción está inspirado en una escena del tercer episodio de la segunda temporada de la serie de televisión de la BBC Sherlock titulada The Reichenbach Fall, donde el villano Jim Moriarty dice las palabras "... cariño, deberías verme en una corona". Eilish y O'Connell, quienes son fanáticos de la serie, pensaron que la línea era "drogada" y decidieron escribir una canción alrededor de la cita. La canción alcanzó una gran popularidad en Estados Unidos, España, Australia, Canadá, Japón, Reino Unido, etc.

## Composición y letras
La canción es una canción de hip hop y trap que presenta a Eilish cantando sobre "sintetizadores a todo volumen y hi-hats rápidos". NME describió la canción como un "himno pop melancólico". El sonido de apertura es una grabación de los cuchillos de afilar del padre de los compositores. Las voces de Eilish han sido descritas como "susurradas" y "murmuradas". Líricamente, la canción presenta a Eilish conspirando para dominar el mundo.

## Lanzamiento y promoción
La canción se estrenó en el programa de Annie Mac en la BBC Radio 1 el 18 de julio de 2018. Dos días después, Eilish publicó un video de una tarántula saliendo de su boca en sus cuentas de redes sociales con el título "¿estás asustado?". En octubre, interpretó la canción en el Show de Ellen DeGeneres dentro de una caja de vidrio con una corona sobre su cabeza, haciendo su debut en la televisión.

## Recepción crítica
La canción fue bien recibida por los críticos de música; muchos señalaron que era significativamente más oscuro que el trabajo anterior de Eilish. Thomas Smith, de NME, reaccionó positivamente a la canción y escribió: "Ya no es "la chica buena" de Ocean Eyes (2016). Comenzó con algunas voces murmuradas y una melodía que suena como la rima más siniestra que jamás hayas escuchado, el envío de Billie para todos". Raisa Bruner de The Times incluyó la canción dentro de la lista de las "5 canciones que necesitas escuchar" en la semana del 20 de julio de 2018 y escribió "Eilish encuentra una vibra que es el tipo correcto de inquietante ya que hace una declaración descaradamente oscura de confianza y propósito". Jacob Moore de Complex llamó el tema "una canción magníficamente escrita con un núcleo pop y un coro inolvidable, pero los tonos oscuros le dan una ventaja dinámica". 
Billboard nombró al sencillo como la 50 mejor canción de 2018, y PopMatters le dio el mismo puesto

## Video musical
Un video musical vertical para la canción fue lanzado en agosto de 2018 en Spotify, en él se ve a Eilish cubierta de arañas mientras canta la canción. Rachel Hammermueller de Earmilk, escribió que la emoción "sin miedo" del video es apropiada para un artista tan confiado que acaba de comenzar a llevar su voz y estilo al mundo de la música". Eilish citó a una mujer llamada Diana como una inspiración para el video y le dijo a CR Fashion Book que ella le había mostrado cómo se ponía la araña en la boca, y luego lo hizo. "Arañas en mi cara y pelo. Fue una locura. Me encantó. Nunca hubiera pensado en mi vida que hubiera hecho eso", dijo Eilish.

## Certificaciones
| País   | Organismo certificador | Certificación | Ventas certificadas | Ref.  |
| ------ | ---------------------- | ------------- | ------------------- | ----- |
| México | AMPROFON               | 2× Platino    | 120,000             | [ 1 ] |